# Atletica leggera ai Giochi della XXIV Olimpiade - 800 metri piani femminili

Video della Finale

Gli 800 metri piani hanno fatto parte del programma femminile di atletica leggera ai Giochi della XXIV Olimpiade. La competizione si è svolta nei giorni 24-26 settembre 1988 allo Stadio olimpico di Seul.

## Presenze ed assenze delle campionesse in carica
| Competizione        | Atleta              | Prestazione | Seul 1988    |
| ------------------- | ------------------- | ----------- | ------------ |
| Olimpiadi 1984      | Doina Melinte       | 1'57”60     | Solo 1500 m  |
| Commonwealth 1986   | Kirsty Wade         | 2'00”94     | Presente     |
| Goodwill Games 1986 | Ljubov Gurina       | 1'57”52     | Solo 1500 m  |
| Europei 1986        | Nadezhda Olizarenko | 1'57”15     | Presente     |
| Panamericani 1987   | Ana Fidelia Quirot  | 1'59”06     | Cuba assente |
| Africani 1987       | Selina Chirchir     | 2'03”22     | Assente      |
| Mondiali 1987       | Sigrun Wodars       | 1'55”26     | Presente     |

1. ↑  Sotto la bandiera della Gran Bretagna.

## La gara
Le due tedesche est, Christine Wachtel e Sigrun Wodars, sono le favorite. Tra esse predomina la Wachtel che, nelle stagioni 1987-88, ha battuto Sigrun Wodars sulla distanza per 10 volte su 13 incontri.

Nella prima semifinale Sigrun Wodars vince (1'57” 21) davanti all'americana Kim Gallagher (1'57” 39). La campionessa europea, Nadezhda Olizarenko, ha una controprestazione e fallisce l'ingresso in finale.
La seconda semifinale è appannaggio di Christine Wachtel (1'58” 44).
In finale la Wachtel si pone davanti al gruppo, con la Wodars che la segue come un'ombra. Dietro di loro ci sono Evsejeva, Colovic e Gallagher. Dopo soli 300 metri la Wodars passa in testa. La Wachtel attende fino ai 600 metri, poi è la prima ad attaccare. Entra nella retta finale davanti a Wodars, Colovic e Gallagher.
La Wodars lancia il contrattacco, piazza la zampata finale e vince di mezzo secondo.

Terza la Gallagher, che manca per un solo centesimo il record nazionale.

## Risultati

### Turni eliminatori
| 4 Batterie   | 24 settembre | 32 partenti   | Si qualificano le prime 3 + i 4 migliori tempi. |
| 2 Semifinali | 25 settembre | 8 + 8         | Si qualificano le prime 4.                      |
| Finale       | 26 settembre | 8 concorrenti |                                                 |

## Batterie
Sabato 24 settembre 1988.

Si qualificano per il secondo turno le prime 4 classificate di ogni batteria (Q). Vengono ripescati i 4 migliori tempi fra le escluse (q).

### 1ª Batteria
| Posizione | Corsia | Nome               | Nazionalità      | Tempo   | Note                          |
| --------- | ------ | ------------------ | ---------------- | ------- | ----------------------------- |
| 1         | -      | Inna Evsejeva      | Unione Sovietica | 2'01"59 | Q                             |
| 2         | -      | Slobodanka Čolović | Jugoslavia       | 2'01"80 | Q                             |
| 3         | -      | Shereen Bailey     | Gran Bretagna    | 2'02"36 | Q                             |
| 4         | -      | Sharon Powell      | Giamaica         | 2'03"49 |                               |
| 5         | -      | Montserrat Pujol   | Spagna           | 2'03"73 |                               |
| 6         | -      | Choil Se Beom      | Corea del Sud    | 2'06"65 | Miglior prestazione personale |
| 7         | -      | Assumpta Achuo-Bei | Camerun          | 2'07"10 | Miglior prestazione personale |
| 8         | -      | Christine Bakombo  | Zaire            | 2'11"00 | Miglior prestazione personale |

### 2ª Batteria
| Posizione | Corsia | Nome              | Nazionalità    | Tempo   | Note                          |
| --------- | ------ | ----------------- | -------------- | ------- | ----------------------------- |
| 1         | -      | Christine Wachtel | Germania Est   | 2'00"62 | Q                             |
| 2         | -      | Joetta Clark      | Stati Uniti    | 2'00"83 | Q                             |
| 3         | -      | Caby Lesch        | Germania Ovest | 2'00"95 | Q                             |
| 4         | -      | Maite Zúñiga      | Spagna         | 2'00"98 | q                             |
| 5         | -      | Mary Burzminski   | Canada         | 2'02"85 |                               |
| 6         | -      | Shiny Kurisingal  | India          | 2'03"26 |                               |
| 7         | -      | Maria Mutola      | Mozambico      | 2'04"36 | Miglior prestazione personale |
| 8         | -      | Sheila Seebaluck  | Mauritius      | 2'08"93 |                               |

### 3ª Batteria
| Posizione | Corsia | Nome                 | Nazionalità       | Tempo   | Note |
| --------- | ------ | -------------------- | ----------------- | ------- | ---- |
| 1         | -      | Sigrun Wodars        | Germania Est      | 2'02"24 | Q    |
| 2         | -      | Delisa Floyd         | Stati Uniti       | 2'02"37 | Q    |
| 3         | -      | Soraya Telles        | Brasile           | 2'02"48 | Q    |
| 4         | -      | Dalia Matussiavičene | Unione Sovietica  | 2'02"57 | q    |
| 5         | -      | Kirsty Wade          | Gran Bretagna     | 2'02"75 | q    |
| 6         | -      | Maureen Stewart      | Costa Rica        | 2'08"17 |      |
| 7         | -      | Laverne Bryan        | Antigua e Barbuda | 2'12"18 |      |
| -         | -      | Sumei Sun            | Cina              | dns     |      |

### 4ª Batteria
| Posizione | Corsia | Nome                | Nazionalità      | Tempo   | Note |
| --------- | ------ | ------------------- | ---------------- | ------- | ---- |
| 1         | -      | Kim Gallagher       | Stati Uniti      | 2'01"70 | Q    |
| 2         | -      | Diane Edwards       | Gran Bretagna    | 2'01"79 | Q    |
| 3         | -      | Nadezhda Olyzarenko | Unione Sovietica | 2'01"81 | Q    |
| 4         | -      | Letitia Vriesde     | Suriname         | 2'01"83 | , q  |
| 5         | -      | Hassiba Boulmerka   | Algeria          | 2'03"33 |      |
| 6         | -      | Renee Belanger      | Canada           | 2'04"74 |      |
| -         | -      | Rosa Colorado       | Spagna           | dns     |      |

## Semifinali
Domenica 25 settembre 1988.

Accedono alla finale le prime 4 di ciascuna semifinale (Q). Non ci sono ripescaggi.

### 1ª Semifinale
| Posizione | Corsia | Nome                | Nazionalità      | Tempo   | Note |
| --------- | ------ | ------------------- | ---------------- | ------- | ---- |
| 1         | -      | Sigrun Wodars       | Germania Est     | 1'57"21 | Q    |
| 2         | -      | Kim Gallagher       | Stati Uniti      | 1'57"39 | , Q  |
| 3         | -      | Slobodanka Čolović  | Jugoslavia       | 1'58"49 | Q    |
| 4         | -      | Maite Zúñiga        | Spagna           | 1'58"85 | Q    |
| 5         | -      | Kirsty Wade         | Gran Bretagna    | 2'00"86 |      |
| 6         | -      | Soraya Telles       | Brasile          | 2'01"86 |      |
| 7         | -      | Joetta Clark        | Stati Uniti      | 2'03"32 |      |
| 8         | -      | Nadezhda Olyzarenko | Unione Sovietica | 2'05"27 |      |

### 2ª Semifinale
| Posizione | Corsia | Nome                 | Nazionalità      | Tempo   | Note |
| --------- | ------ | -------------------- | ---------------- | ------- | ---- |
| 1         | -      | Christine Wachtel    | Germania Est     | 1'58"44 | Q    |
| 2         | -      | Delisa Floyd         | Stati Uniti      | 1'58"82 | Q    |
| 3         | -      | Inna Evsejeva        | Unione Sovietica | 1'59"10 | Q    |
| 4         | -      | Diane Edwards        | Gran Bretagna    | 1'59"66 | Q    |
| 5         | -      | Caby Lesch           | Germania Ovest   | 1'59"85 |      |
| 6         | -      | Shireen Bailey       | Gran Bretagna    | 1'59"94 |      |
| 7         | -      | Dalia Matussiavičene | Unione Sovietica | 2'00"15 |      |
| 8         | -      | Letitia Vriesde      | Suriname         | 2'02"34 |      |

## Finale
| Record mondiale      | Jarmila Kratochvílová | 1'53"28 | Monaco | 26 luglio 1983 |
| Record olimpico      | Nadezhda Olyzarenko   | 1'53"43 | Mosca  | 27 luglio 1980 |
| Capolista stagionale | Paula Ivan            | 1'56"42 | Ankara | 16 luglio 1988 |

Lunedì 26 settembre 1988, Stadio olimpico di Seul.
| Pos. | Corsia | Atleta             | Età | Nazione          | Tempo   | Note                          |
| ---- | ------ | ------------------ | --- | ---------------- | ------- | ----------------------------- |
|      | 6      | Sigrun Wodars      | 22  | Germania Est     | 1'56"10 |                               |
|      | 4      | Christine Wachtel  | 23  | Germania Est     | 1'56"64 |                               |
|      | 3      | Kim Gallagher      | 24  | Stati Uniti      | 1'56"91 | Miglior prestazione personale |
| 4    | 5      | Slobodanka Čolović | 23  | Jugoslavia       | 1'57"50 |                               |
| 5    | 2      | Delisa Floyd       | 27  | Germania Ovest   | 1'57"80 | Miglior prestazione personale |
| 6    | 8      | Inna Evsejeva      | 24  | Unione Sovietica | 1'59"37 |                               |
| 7    | 7      | Maite Zúñiga       | 24  | Spagna           | 1'59"82 |                               |
| 8    | 1      | Diane Edwards      | 22  | Gran Bretagna    | 2'00"77 |                               |